# Misura Zsuzsa
Misura Zsuzsa (Budapest, 1948. január 4. –) Liszt Ferenc-díjas magyar operaénekesnő (szoprán), színésznő, a Halhatatlanok Társulatának örökös tagja.

## Életpályája
Szülei: Misura Mihály és Pongrácz Irén voltak. Tanulmányait a Bartók Béla Zeneművészeti Szakközépiskolában Kapitánffy Istvánné, Réti József, Szőnyi Ferenc és Bende Zsolt tanítványaként végezte. Pályafutását a Magyar Állami Népi Együttesben kezdte 1966-1973 között. 1973-ban lett az Operaház és a Szegedi Nemzeti Színház magánénekese, drámai szoprán szerepkörben.
Képzett technikája és sokoldalú színészi játéka széles repertoár eléneklésére teszi képessé. Pályafutása során a világ számos nagy  operaszínpadán fellépett.

## Színházi szerepei
A Színházi Adattárban regisztrált bemutatóinak száma: 43.
| - Muszorgszkij: Borisz Godunov....Parasztasszony - Verdi: A Lombardok az első keresztes hadjáratban....Viclinda - Wagner: A Walkür....Gerhilde - Verdi: Ernani....Elvira - Puccini: Angelica nővér....Dolcina nővér - Verdi: A trubadúr....Leonora - Gershwin: Porgy és Bess....Annie - Verdi: Nabucco.... - Puccini: Manon Lescaut....Manon Lescaut - Verdi: Don Carlos....Erzsébet királyné - Erkel Ferenc: Hunyadi László....Szilágyi Erzsébet - Mascagni: Parasztbecsület....Santuzza - Verdi: Álarcosbál....Amelia - Richard Strauss: A rózsalovag....Marianne; Tábornagyné - Verdi: Macbeth....Lady Macbeth - Giuseppe Verdi: Aida....Aida - Richard Wagner: A bolygó hollandi....Senta - Borogyin: Igor herceg....Jaroszlavna - Wagner: Trisztán és Izolda....Izolda | - Gozzi: Turandot....Turandot - Wagner: Tannhauser....Vénusz - Ponchielli: Gioconda....Gioconda - Rossini: Mózes....Sinaide - R. Strauss: Ariadné Naxos szigetén....Ariadné - Puccini: Tosca....Tosca Floria - Puccini: Turandot....Turandot hercegnő - Wagner: Siegfried....Brünnhilde - Kodály Zoltán: Háry János....A császárné |

## Díjai, kitüntetései
- Barcelonai Nemzetközi Énekverseny III. helyezettje (1976)
- Liszt Ferenc-díj (1988)
- Székely Mihály-emlékplakett (1989)
- Bartók–Pásztory-díj (1989)
- A Magyar Köztársasági Érdemrend tisztikeresztje (1994)[2]
- Érdemes művész (1998)
- A Halhatatlanok Társulatának örökös tagja (2008)
- A Magyar Állami Operaház örökös tagja (2015)[3][4]